# Veronika Džiojeva
Veronika Dzhioeva (* 29. ledna 1979 Cchinvali ) je ruská operní sopranistka.

## Život
Od roku 2000 do roku 2005 studovala Konzervatoř N. A. Rimského-Korsakova v Petrohradu. V roce 2006 nastoupila do Novosibirského státního akademického divadla opery a baletu. Spolupracuje s Michailem Pletněvem, Valerijem Gergievem, Trevorem Pinnockem, Vladimirem Spivakovem, Annou Netrebko a Sergejem Leiferkusem.

## Repertoár
- La boheme — Mimi
- Don Giovanni — Donna Elvira
- Ruslan a Ludmila — Gorislava
- Turandot — Liu
- Don Carlos — Elisabeth
- La boheme — Musetta
- Cosi fan tutte — Fiordiligi
- The Marriage of Figaro — La Contessa
- Boyarynya Morozova — Princess Urusova
- Aleko — Zemfira
- Evžen Oněgin — Tatiana
- La traviata — Violetta
- Carmen — Micaela
- Don Carlos — Elisabeth
- Macbeth — Lady Macbeth
- Thaïs — Thaïs